# Campionato europeo di hockey su ghiaccio femminile
Il Campionato europeo di hockey su ghiaccio femminile è stata una competizione che vedeva coinvolte le migliori rappresentative nazionali europee femminili di hockey su ghiaccio. La prima edizione si svolse nel 1989 e l'ultima nel 1996. In tutto sono state svolte cinque edizioni.

## Edizioni e podi
| Anno | Oro       | Argento | Bronzo         |                | Paese ospitante |
| 1989 | Finlandia | Svezia  | Germania Ovest | Germania Ovest |                 |
| 1991 | Finlandia | Svezia  | Danimarca      | Cecoslovacchia |                 |
| 1993 | Finlandia | Svezia  | Norvegia       | Danimarca      |                 |
| 1995 | Finlandia | Svezia  | Svizzera       | Lettonia       |                 |
| 1996 | Svezia    | Russia  | Finlandia      | Russia         |                 |